# Cyathophorum hookerianum
Cyathophorum hookerianum är en bladmossart som beskrevs av Mitten 1859. Cyathophorum hookerianum ingår i släktet Cyathophorum och familjen Hookeriaceae. Inga underarter finns listade i Catalogue of Life.